# Наталін (Груєцький повіт)
Наталін (пол. Natalin) — село в Польщі, у гміні Пневи Груєцького повіту Мазовецького воєводства.
Населення — 33 особи (2011).
У 1975-1998 роках село належало до Радомського воєводства.

## Демографія
Демографічна структура станом на 31 березня 2011 року:
|          | Загалом | Допрацездатний вік | Працездатний вік | Постпрацездатний вік |
| -------- | ------- | ------------------ | ---------------- | -------------------- |
| Чоловіки | 14      | 4                  | 8                | 2                    |
| Жінки    | 19      | 6                  | 7                | 6                    |
| Разом    | 33      | 10                 | 15               | 8                    |